# My Scene
My Scene fue una línea de muñecas de la empresa Mattel derivada de Barbie lanzada para competir comercialmente con las muñecas Bratz de la empresa MGA. My Scene inicialmente era parte de la línea, pero en 2006 dejó de serlo, para ser marca independiente.

## Orígenes
La serie de muñecas My Scene se introdujo por primera vez en la temporada de otoño de 2002, para competir con las Bratz. Se incluyeron tres muñecas: Barbie, Madison y Chelsea, con diferentes etnias y personalidades y 2 maneras adicionales para cada personaje. Los personajes fueron nombrados basados en diferentes lugares de la ciudad de Nueva York. Originalmente, la serie se componía de tres personajes femeninos; Chelsea, Barbie, y Madison, pero más chicas fueron agregadas finalmente. A principios de 2003, una más estaba en la producción: Nolee, y tres personajes masculinos, Bryant, Ríver, y Hudson. Delancey y Ellis se estrenaron en la colección de "Hanging Out", que debutó a finales de 2003. Kenzie debutó en  "Getting Ready" de 2004 y Nia debutó en 2008. Hay siete personajes de la serie My Scene (Kennedy, Madison, Chelsea, Delancey, Nia, Hudson, y River), seis personajes interrumpidas (Barbie, Nolee, Kenzie, Bryant, Ellis, y Sutton) y cuatro muñecas de edición especial (Lindsay,    Jai, Tyson y Ryan). Cada una de las chicas My Scene (y tres de los chicos) son dueños de mascotas.
Las muñecas femeninas tienen el mismo molde del cuerpo y comparten un nuevo molde de cara que luce una nariz pequeña, pómulos anchos y grandes y labios carnosos. En algunas líneas (que comienzan con "Night on the Town")las muñecas han adquirido las pestañas y los ojos brillantes. Al igual que las Bratz, estas muñecas tienen grandes zapatos , pero también tienen pies tradicionales del tamaño de  Barbie y son capaces de usar zapatos regulares de Barbie. Los muñecos masculinos también comparten moldes exclusivos de cara, con los moldes del cuerpo de los muñecas masculinos anteriores. En 2004, los nuevos moldes de la cara sonriente se produjeron durante los personajes masculinos y femeninos. Estas fueron solo durante un corto tiempo en las muñecas femeninas, pero las muñecas masculinas fueron hechos con estos moldes hasta principios de 2005. A partir de la línea de "Club Birthday", sus moldes faciales fueron cambiados de nuevo a los moldes no sonrientes que se parecían más a la línea de "Bratz Boyz" de las muñecas. A partir de la línea de "Swappin Styles '" del 2006, dos nuevos moldes de la cara se han producido para muñecas femeninas; uno cuenta con una boca sonriente entreabierta, y otro cuenta con un nuevo, ojos entrecerrados y boca abierta. Esta línea también ve el retorno del molde de cara de"Getting Ready" sonrientes . En 2007, una línea de muñecas algo controvertida fue lanzada llamada "Growing Up Glam", y haciendo girar una llave en la parte posterior de la muñeca, que puede hacer que se comience a crecer más alto y comenzar la pubertad, similar a la infame "Growing Up Skipper " de la muñeca Barbie.

## Las Chicas My Scene
Las chicas de My Scene son actualmente 8, las cuales son: Kennedy, Madison, Chelsea, Nia, Delancey, Nolee, Jai y Kenzie. Todas de diferentes personalidades y características físicas 
Kennedy: Es Caucásica, de ojos celestes, piel clara y es la líder del grupo.
Ama Salir a tomar café por las mañanas y Pasear con su novio River.
Reemplazó a Barbie en el 2006
Madison: Es de cabello castaño, ojos verdes (En algunas ediciones Azules, Miel o Grises), piel morena .Le encanta ir de compras, es hija de un empresario y ama viajar con sus amigas.
Chelsea: Es de cabello Castaño Rojizo ( en algunas ediciones marrón), de ojos castaños,o verdes, piel trigeña,  es la eterna enamorada y la artista dentro del grupo. Es diseñadora de modas.
Le gusta ir al Bowling e ir al mercado de pulgas.
Nia: Su color de cabello es Rubio semejante al beige, ojos verdes, piel bronceada y es la despreocupada del grupo. Es de padres mexicanos y conoció a Kennedy en Miami. Ella es una DJ y le gusta pasar tiempo con sus amigas.
Delancey: Es de pelo Castaño oscuro con mechones rubios( anteriormente rubio claro con mechones marrón ) , ojos celestes o verdes, piel blanca y tiene un lunar en la mejilla, es la más feliz del grupo. Ella practica surf y viene de Los Ángeles California.
Es muy glotona y adora a su prima Chelsea.
Nolee: Es de cabello negro, ojos cafés o violetas, Tiene rasgos orientales,y es la mística dentro del Grupo. Actualmente este personaje fue suprimido por desconocidas situaciones fue reemplazada en su totalidad por Nia.
Kenzie: Es pelirroja y de piel rosada, tiene pecas en la cara y es de ojos verdes.
Solo apareció en pocas colecciones y fue minimizada hasta desaparecer de la serie y del mercado. Atendía una tienda de bolsos en el centro comercial a donde iban las chicas.
Jai: Es de cabello negro y piel negra una chica jamaicana especial. 
Desafortunadamente solo apareció en una línea titulada "jaminin'in Jamaica" en la cual estaba en un set junto a un chico my scene y una bicicleta costeña. 
Barbie es rubia, de ojos azules, piel clara y era la líder y la cibernauta del grupo, hasta que en 2006 le cambiaron su nombre ,siendo reemplazada por Kennedy,  ella es "linda pero nerviosa". Ella es la mejor en la planificación de fiestas y ocasiones de todos sus amigos. Le encanta ir de compras con sus mejores amigos y chatear.

## Los Chicos My Scene
River - Se dice que es hispano, pero no hay que lo confirme, es el muñeco masculino más desarrollado y más vendido, ya que él se empareja directamente con Kennedy, es de cabello negro con ojos color café oscuro o a veces grises. Trabaja con sus amigos atendiendo a los clientes del restaurante en el servicio de comida entregada en el auto. Es el guitarrista del grupo. Es un músico de rock, Su música favorita es la post-punk,  adora losaperitivos en perros del queso de soya, y le gustan las chicas con una gran sonrisa. Él vive para la música, ya que es la única manera en que puede expresarse.
Hudson - Es norteamericano, uno de los primeros chicos en ser lanzado como línea de My Scene, es rubio de ojos turquesa (a veces verdes, grises o azul cielo). Se le empareja en general con Chelsea. Es baterista y prepara comida rápida en el restaurante con sus amigos.
Su deporte favorito es el fútbol, le gusta pasar el rato en el parque central, y los teléfonos celulares son su aparato favorito.
Sutton - El único hombre afrobritánico de la línea, se llegaba a emparejar con Madison cuando la línea fue creada. Sin embargo no se tiene una pareja definitiva. Primero fue lanzado con gustos hacia la pintura y las artes, pero con personalidad de un chico bajo la influencia musical del hip-hop.Su comida favorita es la comida rápida, él hace su propia música, y busca una chica que sea dulce ... pero puede ser atrevida también! Él es muy bueno con las chicas allí. Además, es un bailarín fantástico.
Ellis - Es el último varón de la línea en entrar, de rasgos más o menos parecidos a River, Ellis será quien reemplazará casi totalmente a Bryant. Hasta ahora se le empareja con Delancey. Es excluido de casi todas las líneas de colección, se piensa que es euro americano.
Su comida favorita es la pizza de Nueva York, adora el té chai, y no quiere convertirse en una estrella de cine superficial. Él también quiere estar en películas, por lo que comenzó a tomar clases de actuación. Un poco asustado al principio, pero ahora él está realmente seguro.  
Bryant - Es multicultural, y es ahora oficialmente descontinuado, creado para ser pareja con Chelsea, pero ahora se le empareja con Nolee, tiene el cabello rizado color castaño cobrizo, se rumora que fue creado en influencia al participante de American Idol, Justin Guarini. Solo existen dos versiones de este personaje. Él es probablemente el más feliz cuando él está detrás de una cámara. le encanta documentar cada momento.

## Características
Las muñecas tienen diferentes tipos de formas de ojos, sus pies son igual al de una muñeca Barbie común, pero sus zapatos son casi el triple más grande que el de una Barbie normal, son más altas que la muñeca Barbie a partir de 2007. En diferentes colecciones las muñecas vienen con sonrisas o con cara feliz, con mirada semi-pausada o con una amplia sonrisa mostrando los dientes. Cada muñeca cuenta con color de maquillaje diferente entre sí mismas y entre los diferentes personajes. En algunas colecciones vienen con pestañas de pega.
En los inicios de esta línea, se caracterizaban por portar vestimenta sumamente juvenil y hasta extravagante, sin embargo a partir de las líneas lanzadas desde 2005-2007, las muñecas cuentan con diseños de vestuario desde casual hasta formal y las últimas tendencias.
Unas características faciales muy notables que tienen las muñecas de My Scene son sus grandes ojos felinos y sus labios carnosos y sensuales que les dan el aspecto de preciosas gatitas. También son muy parecidas a algunas celebridades, como es el caso de Delancey a Christina Aguilera en sus comienzos, Nolee a Angelina Jolie, Madison a Beyoncé Knowles y a Rihanna, Kennedy tiene cierto parecido a Jessica Alba, Chelsea tiene rasgos físicos parecidos a los de Fergie (vocalista de The Black Eyed Peas), y Nia a Jennifer López.

## Ediciones especiales
Tyson (Nativo de Jamaica) Es el valet del hotel donde se hospedan los chicos del concurso, su personaje es un chico que coquetea con Chelsea, se vendió con un playset de surf de la película Jammin' in Jamaica.
Jai (Nativa de Jamaica) Es una chica de Jamaica que vende collares en la playa, es alguien que coquetea con Sutton, se vendió junto con una bicicleta para dos personas de la película Jammin' in Jamaica.
Lindsay Lohan Mattel tuvo los derechos para crear la muñeca de Lindsay Lohan, aunque no ha sido la versión mejor planeada.La actriz dobló su verdadera voz en la película My Scene Goes Hollywood. Sin embargo la muñeca cuenta con diseño meticulosamente revisado, la actriz pago una suma de 20.000 dólares para que su muñeca original tuviera ropa de Louis Vuitton y Gucci.
Ryan Ridley Basado en el personaje de la película My Scene Goes Hollywood que enamora a Madison, este se vendió como un muñeco normal, luego no siguió apareciendo más.

## Mascotas
Cada una de las chicas My Scene (y tres de los chicos) poseen una mascota. Las mascotas de Barbie/Kennedy, Chelsea, Madison y Nolee aparecieron en la segunda edición. Los gatitos de Delancey aparecieron en la edición Getting Ready y su gatita adulta en la edición Masquerade Madness. El Yorkie de Kenzie llamado Coco apareció en Masquerade Madness. El perro de Hudson apareció en la edición Getting Ready, Mientras que los perros de Sutton y River aparecieron en Masquerade Madness".
Yorkie Es una Yorkshire Terrier que pertenece a Barbie , y después a Kennedy. Según el sitio web de My scene, Yorkie es hembra. Sin embargo, Yorkie es presentada como una perra blanca.
Mambo También conocido como Churro, es un perro chihuahua que pertenece a Chelsea. Según el sitio web de My Scene, Mambo es macho, pero en la edición Miami Getaway usa ropa femenina.
Bella Es la cachorro de Madison. Bella es hembra confirmado por el sitio web y por su nombre.
Cookie Es un pug, es el cachorro de Nolee, él es macho.
Sugar Es la gata adulta de Delancey. Sugar dio a luz a sus mininos en la línea de Getting Ready incluyendo a Pinky. la única gatita que Delancey adoptó.
Coco Es el yorkshire de Kenzie, es macho y es de color café.
San Bernardo Es el perro San Bernardo de Hudson, pero no tiene nombre. Es el único perro macho que hizo su aparición antes de Masquerade Madness y es el único perro macho que se ha lanzado dos veces. El perro era bastante grande en Getting Ready donde fue su primera aparición. Se tuvo que encoger para su segunda aparición en Masquerade Madness por el tamaño de los demás animales. 
Husky Es el husky de Sutton (también sin nombre) y debutó en Masquerade Madness.

Bull Mastiff Es el Bull Mastiff de River sin nombre y su única aparición fue en Masquerade Madness.

## Películas
Hasta ahora han sido lanzadas tres películas de las muñecas My Scene, cada película tiene su propia línea de muñecas y accesorios. Dos de las tres películas vienen juntos con la muñeca en la caja. 
Jammin' in Jamaica
Fue la primera película de las muñecas My Scene, la película venía adentro de la caja de las muñecas: Barbie, Madison, Chelsea, Nolee y Delancey. La película se basa en que Madison es la mánager del grupo que forman los chicos, y ganaron un concurso para ir a Jamaica, Barbie decide ir junto con ellos, pero Barbie sospecha que River (su novio) la engaña con su mejor amiga Madison.
En esta película se pueden encontrar dos nuevos personajes que fueron hechos para esta película, y fueron lanzados a la venta uno con un playset de surf, y el otro con una bicicleta para dos personas.
Masquerade Madness
En la segunda película de My Scene podías encontrar el DVD junto con las muñecas: Barbie, Madison, Chelsea y Nolee, Delancey y Kenzie fueron lanzadas especialmente en EE. UU. La película trata de que Chelsea tiene que estudiar para un examen importante, pero que además debe hacer trajes para un desfile de modas y muy pronto será su cumpleaños.
My Scene Goes Hollywood
La tercera y hasta ahora última película de My Scene. Este fue el primer largometraje oficial de My Scene. vendido por separado y en ediciones especiales, pero como todas las películas tenían sus muñecas. La trama trata sobre que a Madison la seleccionan como antagonista de una película de Hollywood donde actúa Lindsay Lohan (quien dobló su voz en la versión en inglés), y Madison empieza a cambiar a las chicas por un grupo más famoso, y eso trae una que otra consecuencia entre la amistad de las chicas. En esta película no se hace gran alarde de la participación de Lindsay Lohan, pero ella si dobló su voz en esta película.
Una de las muñecas de la línea de esta película fue la muñeca de Lindsay Lohan que ahora es una de las muñecas de celebridad más vendidas en el mundo.
Siendo la última película de la marca, My Scene Goes Hollywood, tanto en animación como en diseño del producto ha sido la escala más alta de calidad y ventas que ha reportado la empresa.
Las muñecas principales cuentan con diseños de alta costura, pestañas semi-reales y grandes ojos expresivos. Desde el año de su lanzamiento, ninguna otra línea lanzada por My Scene ha logrado igualar a dicha edición.

## Serie
La serie consta de dos temporadas, que fueron transmitidas en Latinoamérica por Nickelodeon, estos episodios no duran más de 5 minutos y están hechos en flash. En la serie se muestran todos los personajes y varios escenarios, como la casa de las chicas, las discos y el aire libre. Episodios en DVD:
Primera Temporada (2004)
- 1: A Barbie le ofrecen ser contratada para hacer una campaña de publicidad de una marca de ropa, lo malo es que mientras duren los spots, tendrá que vivir en París, lejos de sus amigas. Entonces decide no aceptar el trabajo y quedarse.
- 2: Los padres de Delancey quieren volver a su antigua ciudad con ella. Las chicas no quieren que las abandone, ya que formaron una muy buena amistad con ella, pero los padres de Chelsea, impiden esto, y las chicas vuelven a estar unidas.
- 3: Chelsea es una famosa diseñadora, el mundo la adora y sus desfiles causan furor. Pero abre los ojos, y se da cuenta de que todo era un sueño.
- 4: Los chicos desafían a las chicas a cruzar el bosque, y el que llegue primero a la cabaña del guardabosque, lava la ropa de los ganadores. Los chicos se creen muy listos... sin saber que las chicas ya están en la cabaña.
- 5: Madison y el grupo de los chicos, se van a Londres a ver una compañía disquera. Ella decide invitar a sus amigas y así van todos a Londres.
- 6: Barbie chatea con Bryant el amigo de Nolee, sin embargo él no sabe que es Barbie, y Madison arregla una Cita. Al final Madison le dice la verdad al amigo de Nolee, y terminan siendo amigos.
- 7: Yorkie, el perrito de Barbie, desaparece. Las chicas lo buscan y reparten volantes, pero River le da un Regalo a Barbie, el cual es Jorkie.
- 8: Es el Cumpleaños de Madison, pero las chicas no se acuerdan. Nolee la invita a una disco, y... ¡Las Chicas sí sabían y le prepararon una fiesta sorpresa!.
- 9: Chelsea desea ser afortunada en el amor y tener más tiempo con Hudson, va donde una vidente, y le dice que tendrá Amor..sin saber que en un instante su novio la vendrá a buscar.
- 10: Chelsea quiere que Hudson haga un Casting, pero el no quiere. Sin embargo, gracias al ingenio, participa.
- 11: Los chicos invitan a las chicas a un pícnic, sin embargo, los celulares arruinan todo, entonces deciden ir a ver la nieve y la naturaleza, sin celulares molestos, pero sale un imprevisto y los chicos quedan aislados en la nieve y Barbie, quien trajo su celular, arregla todo.
- 12: Las chicas preparan una fiesta de disfraces, pero los chicos no tienen traje, las chicas los disfrazan divertidamente y luego deben cantar unas canciones al público con esos trajes.
- 13: Se acerca el día de San Valentín, y las chicas van a una fiesta ya que no esperan ningún regalo, pero los chicos las esperan con regalos y felicidades.

Segunda Temporada
- 1: Las chicas compran en una tienda muy bonita, cuando se les acerca Olympia, una cantante y conocida actriz, Madison, quería llevarse una blusa, pero se la pasa a ella, y las invita a ver el estreno de su película, junto con el grupo.
- 2: Madison y Chelsea hablan con el mánager de Olympia, quien les consigue un vuelo para ir a charlar con la compañía discográfica, pero Chelsea tiene un problema: le da miedo volar. Finalmente deciden ir todas para evitar un problema y distraerla.
- 3: Las chicas ya están en Miami, y los chicos les muestran el Motorhome. Lamentablemente está horrible! ... pero las chicas lo arreglan.
- 4: Ya recorriendo el país, Barbie consigue una "Mansión embrujada" para pasar todos la noche. Pero no la pasan muy bien.

Errores
- En el primer episodio de la primera temporada, cuando los ejecutivos muestran un contrato a Barbie, al lado de la línea para firmar, hay una X roja. Luego cuando Barbie rompe el contrato la X es negra.
- En el primer episodio de la segunda temporada, el perro de Olympia le ladra agresivamente a Barbie, luego le dicen que es por el olor a Yorkie sin bañar (la perrita de Barbie), pero Barbie dice: Imposible, Jokie no huele. Luego el tema termina sin razón. Entonces...¿sería Barbie la que olía mal?.

## Nueva miniserie
Esta serie consta de varios capítulos, relacionados con un tema o una colección nueva.
- 1.- "DJ Nia"  En el primer capítulo, Kennedy le presenta a Nia, que es DJ a las demás chicas, celebrando al final en un club de DJ´s.
- 2.-"Al ritmo de la salsa" El segundo capítulo se basa en que Delancey es invitada a salir a bailar salsa; pero el verdadero problema es que ella no sabe bailar salsa.
- 3.-" El uniforme" Chelsea es una cajera en una tienda, pero tiene que usar un horrible uniforme que es peligro para la humanidad. Al final el uniforme es confeccionado por Chelsea.
- 4.-" Noches egipcias" Madison es invitada a hacer una subasta de una tela de momia en un museo egipcio, pero las cosas no salen muy bien, ya que Madison olvidó la tela de momia en su casa. Pero Chelsea y Delancey se ofrecen a ir por el tesoro. El capítulo está basado en la Colección "Golden Bling"
- 5.-"My scene in love" A Kennedy intentan conquistarla varios chicos , pero ella está un poco emocionada por la visita de River por la noche. Al final ella se encuentra en su departamento hablando con Nia, cuando recibe un ramo de 11 rosas de su "admirador secreto", cuando llega River, le trae la rosa que faltaba y se van al cine, junto con Hudson y Chelsea.
- 6.-"El desfile de Chelsea" Es la gran noche de presentación de los diseños de Chelsea, pero para su desgracia, sus asistentes citaron a las modelos a una hora diferente, Y Chelsea deberá tomar mano de parte de sus amigas.
- 7.-"Noche elegante" Madison es seleccionada para ser la anfitriona de una prestigiosa noche con celebridades, pero está corta de tiempo y dispondrá de su imaginación para arreglárselas y cumplir con el evento.
- 8.-"Amigas en problemas" El departamento de Kennedy está en remodelación y debe hospedarse en la casa de Chelsea, pero tienen varios disgustos entre ellas y acaban peleando. Con los consejos de sus amigas, logran superarlo y siguen siendo grandes amigas.

La serie se transmite oficialmente por www.myscene.com

## Problemas Legales
En abril de 2005, la empresa de juguetes MGA lanzó una demanda contra Mattel, por imitación de las muñecas Bratz en sus rasgos étnicos, modas y empaque; acusando a Mattel de un engaño a los compradores.
La demanda aclama de que “My Scene” de Mattel copió el aspecto multiétnico de “Bratz”, aclamando que MGA es la mayor competencia para Mattel, el producto es Bratz contra My Scene, el hecho es de que supuestamente My Scene ocupó los rasgos multiétnicos de Bratz para vender productos que no han funcionado con Barbie (quien vende mucho más la versión rubia de la muñeca que las otras versiones étnicas)
Se hizo una comparación de las muñecas Bratz:
- Barbie - Kennedy - Cloe (Color del cabello, ojos y piel)
- Chelsea - Yasmin (Color de cabello, ojos y piel)
- Madison - Sasha (Color de piel y cabello)
- Nolee - Delancey - Jade (Color de cabello, ojos y piel en Nolee, Color de cabello y piel en Delancey)
- Kenzie - Nia - Meygan (Color de cabello y piel)
- Hudson - Cameron

En agosto de 2008, la muñeca Bratz de MGA ganó el juicio contra la muñeca Barbie de Mattel.
En el origen de este conflicto se encuentra el nombre de Carter Bryant, un diseñador de muñecas al que acusan de haber ideado estas muñecas más bajas que las Barbie cuando aún trabajaba para Mattel y que luego partió a la fábrica rival con sus bocetos bajo el brazo. El 18 de julio, un jurado del tribunal federal del distrito centro de California había dado la razón a Mattel, que reivindicó que el diseñador Bryant había desarrollado la muñeca Bratz mientras todavía era empleado de Mattel. Así que Mattel tuvo algunos conflictos con la demanda que impuso a MGA, aunque las muñecas My Scene fueron descontinuadas tiempo después por razones desconocidas.

## Cambio de Imagen
A partir de 2006, la colección de muñecas lanzadas al mercado mostraron grandes cambios de imagen, los cuales en la mayoría de los casos no fueron favorables y recibieron numerosas quejas al respecto por parte de los consumidores, quienes exigen continuamente el regreso a la imagen habitual de las muñecas en su primera generación, considerada como la mejor de todas ellas.
Entre los principales cambios se encuentran el tener los ojos de mucho menor tamaño al anterior, la discriminación de personajes como Madison hacia el mercado latino. Por otro lado otros personajes como, Kenzie, Sutton o Bryant fueron descontinuados de la línea.
Por el contrario a partir del verano del 2007 comenzaron a aparecer nuevos modelos en las muñecas, mostrando variaciones nunca antes hechas. Entre ellas presentan a Delancey con el cabello oscuro, y es presentada una nueva integrante; Nia que tiene el cabello de color rubio dorado, sustituyendo a otros personajes como Nolee, que aparece alternándose con Kennedy y Madison. 
Se ha criticado en numerosas ocasiones que la calidad de las muñecas lanzadas ha disminuido considerablemente. El material de ropa y zapatos se ha encontrado defectuoso y repetitivo.Ejm: my scene bling-bling se parece a línea fashion fever-barbie 2007. Se ha dicho de igual manera que el rostro de los personajes se muestra deteriorado, ojos demasiados pequeños y una gran falta de creatividad en las líneas que se lanzan a partir del 2007. En realidad se desconoce casi por completo la alta calidad que demostraba la marca en sus inicios del año 2003.

## Relación conMonster High
Se dice que las muñecas Monster High son hermanas de las My Scene porque ellas fueron descontinuadas mientras que las Monster High llegaron. Fueron diseñadas por los mismos diseñadores, poseen los mismos rasgos faciales y eso es lo que las conecta. Además se descubrió que 2 personajes femeninos de Monster High están inspiradas en 2 chicas de My Scene; ejemplo:
Cleo de Nile de Monster High está inspirada en la nueva apariencia de Delancey, más que nada se nota por el cabello y, curiosamente, Delancey tiene un lunar en su mejilla, mientras que Cleo tiene un diamante (dando la apariencia de un lunar).
Clawdeen Wolf de Monster High está inspirada en Madison, Su color de cabello y de piel son exactamente los mismos además de que Clawdeen también es la chica sensual del grupo.

## En la actualidad
My Scene ha sido descontinuada del mercado mundial por motivos desconocidos, quizá por la llegada de su línea hermana: Monster High. Aunque Mattel aun posea los derechos sobre la marca no hay nada que indique el regreso de las muñecas.
Actualmente estas se consideran un artículo de colección valioso (dependiendo de la línea) y de su rareza, como puede ser el caso de Jai, que en el mercado se consigue difícilmente.
En el 2022 y con motivo de su 20° aniversario, muchos aficionados celebraron publicando en distintas redes sociales el acontecimiento.